# Бобли
Бобли́ — село в Україні, у Ковельському районі Волинської області. Входить до складу Турійської селищної громади. Населення становить понад 800 осіб.
Село Бобли розташоване за 3 км на північ від села Обенижі та 6 км на південь від села Оса, біля залізничної станції Туропин — 2 км.

## Історія
Село Бобли існувало ще в 15 столітті під назвою ,,Болбли’’ і під такою назвою згадується в усіх історичних документах. Безперечно це первісна назва села.
В 1508 році, 28 травня в Бресті король Сигизмунд І видав грамоту, якою віддав в володіння, князю Андрію Олександровичу Сангушко, замок Володимирський разом з селами, у тому числі й Бобли за 1000 злотих. Таким чином с. Бобли в той час входило в склад Володимирського повіту і належало Турійській волості.
За заслуги перед державою 15 вересня 1515 року король Сигизмунд І другою грамотою нагородив сина Андрія Сангушка — Романа маєтками, у тому числі Бобли, Селець, Силовичі. Всюди в грамотах село називається Болбли, Бовбли, Болблово. В 1517 році князь Роман Сангушко загинув в битві з татарами. Таким чином вся Турійська волость в тому числі й Болбли перейшли до його батька Андрія Олександровича Сангушки.
Після смерті князя Феодора Андрійовича Сангушки село Бобли перейшло до сина, в 1568 році, Романа Феодоровича Сангушко, великого гетьмана Литовського. Після смерті князя Феодора село Бобли досталось сину його князю Роману Романовичу Сангушко. Той помер бездітним і село Бобли перейшло до його рідної сестри, Олександри Романівни. Яка вийшла заміж за князя Януша Івановича Заславського. Таким чином село Бобли перейшло до князів Заславських. Князь Януш помер 4 серпня 1629 року і село Бобли перейшло з другими маєтками до сина, князя Владислава Заславського, старости Луцького і воєводи Краковського.

Пам'ятник Герою Соціалістичної Праці Олексію Панасюку

В селі збудована церква на честь Покрови Пресвятої Богородиці. Вона побудована в 1876 році на пожертву прихожан при священику Михайлу Сайковичу. На місці старої церкви, теж Покровської, про яку згадується, що вона невідомо ким і коли була побудована, дерев'яна з такою дзвіницею. Вона була зруйнована в 1962 році, зірвані куполи і переобладнана на спортзал.
В 1990 році при підтримці колгоспу та прихожан була відбудована, поставлені куполи, відремонтована і пофарбована. 26 січня 1991 року з благословення єпископа Луцького і Волинського Варфоломія, була заново освячена Благочинним Ковельським і Турійським протоієреєм Жаборецьким.
Священнослужителі приходу:
- Іоан Антонович Ржондковський (з 21 травня 1832 року по 1865 рік);
- Михайло Антонович Сайкович (з 1865);
- Стефан Іванович Баторевич (з 1898).

З 26 січня 1991 року, з дня відкриття церкви, і до цього часу 2014 року — настоятелем храму є протоієрей Миколай Фатич.
12 червня 2020 року, відповідно до розпорядження Кабінету Міністрів України № 708-р «Про визначення адміністративних центрів та затвердження територій територіальних громад Волинської області», увійшло до складу Турійської селищної територіальної громади.
19 липня 2020 року, в результаті адміністративно-територіальної реформи та ліквідації  Турійського району, село увійшло до новоутвореного Ковельського району. 

## Населення
Згідно з переписом УРСР 1989 року чисельність наявного населення села становила 1048 осіб, з яких 504 чоловіки та 544 жінки.
За переписом населення України 2001 року в селі мешкали 934 особи.

### Мова
Розподіл населення за рідною мовою за даними перепису 2001 року:
| Мова       | Відсоток |
| ---------- | -------- |
| українська | 99,69 %  |
| білоруська | 0,21 %   |
| російська  | 0,10 %   |